# Tweede Kamerverkiezingen 1852
De Tweede Kamerverkiezingen 1852 waren periodieke Nederlandse verkiezingen voor de Tweede Kamer der Staten-Generaal. Zij vonden plaats op 8 juni 1852.
Nederland was verdeeld in 38 kiesdistricten, waarin 68 leden van de Tweede Kamer gekozen werden. Een kiezer bracht evenveel stemmen uit als er afgevaardigden in zijn kiesdistrict gekozen werden. Om gekozen te worden moest een kandidaat minimaal de districtskiesdrempel behalen. De leden werden gekozen voor een termijn van vier jaar; om de twee jaar werd de helft van de Tweede Kamer vernieuwd.
De verkiezingen werden gehouden vanwege het periodiek aftreden van 34 leden van de Tweede Kamer van wie de zittingstermijn afliep op 19 september 1852. In vijf kiesdistricten was een tweede verkiezingsronde benodigd vanwege het niet-behalen van de absolute meerderheid door de hoogst geëindigde (niet-direct-gekozen) kandidaat. Deze tweede ronde vond plaats op 22 juni 1852.

## Uitslag

### Opkomst
|                  | 1850   | 1850      | 1852   | 1852  |
| # stemmen        | %      | # stemmen | %      |       |
| ---------------- | ------ | --------- | ------ | ----- |
| Kiesgerechtigden | 82.249 |           | 75.527 |       |
| Niet opgekomen   | 26.670 | 32,43     | 39.081 | 51,74 |
| Opkomst          | 55.579 | 67,57     | 36.446 | 48,26 |

### Verkiezingsuitslag naar groepering
| Groepering                | Zetels | Zetels | Zetels | Zetels | Zetels | Zetels |
| Groepering                | 1850   | Af     | Bij    | 1852   | +/−    |        |
| ------------------------- | ------ | ------ | ------ | ------ | ------ | ------ |
| thorbeckianen             | 22/23  | 12     | 15     | 26     | +3     |        |
| liberalen                 | 18/17  | 5      | 5      | 17     | 0      |        |
| conservatieven            | 8/9    | 3      | 3      | 9      | 0      |        |
| conservatief-liberalen    | 7/8    | 5      | 4      | 7      | −1     |        |
| conservatief-katholieken  | 5/4    | 3      | 2      | 3      | −1     |        |
| gematigde liberalen       | 4/3    | 3      | 3      | 3      | 0      |        |
| antirevolutionairen       | 3      | 2      | 2      | 3      | 0      |        |
| conservatief-protestanten | 1      | 1      | 0      | 0      | −1     |        |
| totaal                    | 68     | 34     | 34     | 68     | 0      |        |

### Gekozen leden
Bij deze verkiezingen werden 29 leden herkozen werden. De stemmingen voor de overige vijf vacatures hadden de volgende resultaten:
- in het kiesdistrict Alkmaar werd in eerste instantie het aftredende lid Hendrik Smit (liberalen) herkozen; hij besloot zijn benoeming niet aan te nemen vanwege zijn benoeming als burgemeester van Zaandam. Bij een naverkiezing werd Jan Rochussen (conservatieven) gekozen;

- in het kiesdistrict Leeuwarden versloeg Simon Verweij (51,7%, liberalen) het aftredende lid Jan Bieruma Oosting (48,3%, conservatieven);

- in het kiesdistrict Maastricht versloeg Edmond van Wintershoven (53,4%, thorbeckianen) het aftredende lid Eduardus Borret (28,7%, conservatief-katholieken);

- in het kiesdistrict Rotterdam versloeg Willem Gevers Deynoot (74,4%, thorbeckianen) het aftredende lid Mari Hoffmann (20,6%, conservatief-protestanten);

- in het kiesdistrict Tilburg versloeg Carolus Beens (61,4%, thorbeckianen) het aftredende lid Paulus Gouverneur (38,6%, conservatief-liberalen).

De zittingsperiode van de Tweede Kamer ging in op 20 september 1852. De zittingstermijn van Tweede Kamerleden bedroeg vier jaar.
*1848 · *1850 · **1852 · *1853 · **1854 · **1856 · **1858 · **1860 · **1862 · **1864 · **1866 (I) · *1866 (II) · *1868 · **1869 · **1871 · **1873 · **1875 · **1877 · **1879 · **1881 · **1883 · *1884 · *1886 · *1887 · *1888 · 1891 · *1894 · 1897 · 1901 · 1905 · 1909 · 1913 · *1917 · *1918 · 1922 · 1925 · 1929 · *1933 · 1937 · *1946 · *1948 · 1952 · 1956 · *1959 · 1963 · *1967 · 1971 · *1972 · 1977 · 1981 · *1982 · 1986 · *1989 · 1994 · 1998 · 2002 · *2003 · *2006 · *2010 · *2012 · 2017 · 2021 · *2023
* Algemene verkiezingen in verband met (vervroegde) ontbinding van de Tweede Kamer
** Periodieke verkiezingen in verband met het einde van de zittingstermijn van de helft van de Tweede Kamerleden